# 2011 QF99
Tiểu hành tinh 2011 QF99 là một hành tinh vi hình đến từ phía ngoài Hệ Mặt Trời và là Thiên thể Troia của Sao Thiên Vương đầu tiên được phát hiện. Nó có bán kính xấp xỉ 60 kilomet, giả sử có một suất phản chiếu 0,05. Lần đầu tiên quan sát được nó vào ngày 29 tháng 8 năm 2011 trong một cuộc khảo sát sâu các thiên thể bên ngoài Sao Hải Vương được tiến hành với Kính viễn vọng Canada–France–Hawaii, nhưng phải đến năm 2013 nó mới được xác nhận là một thiên thể Troia của Sao Thiên Vương.
Quỹ đạo tạm thời của 2011 QF99 thì gần với Điểm Lagrange L4 của Sao Thiên Vương. Nó sẽ tiếp tục dao động xung quanh L4 trong ít nhất 70,000 năm nữa và sẽ có cùng quỹ đạo với Sao Thiên Vương thêm 3 triệu năm nữa trước khi trở thành một centaur. 2011 QF99 do đó là một Troia Sao Thiên Vương tạm thời—một centaur bị bắt giữ không lâu trước đó.
Thiên thể Troia Sao Thiên Vương thì thường được cho là không ổn định và không cái nào trong số chúng được cho là có nguồn gốc nguyên thủy. Một mô phỏng đã dẫn tới kết luận là ở bất cứ thời điểm nào, 0,4% các centaur ở những cụm rải rác trong phạm vi 34 AU sẽ có cùng quỹ đạo với Sao Thiên Vương, trong đó 64% (0.256% tất cả các centaur) sẽ có quỹ đạo hình móng ngựa, 10% (0,04%) sẽ là vệ tinh quasi, và 26% (0.104%) sẽ là thiên thể Troia (chia đều cho các nhóm LL4 và LL5). Một thiên thể Troia của Sao Thiên Vương thứ hai, 2014 YX49, được công bố vào năm 2017.